# Vlietland (boezemland)

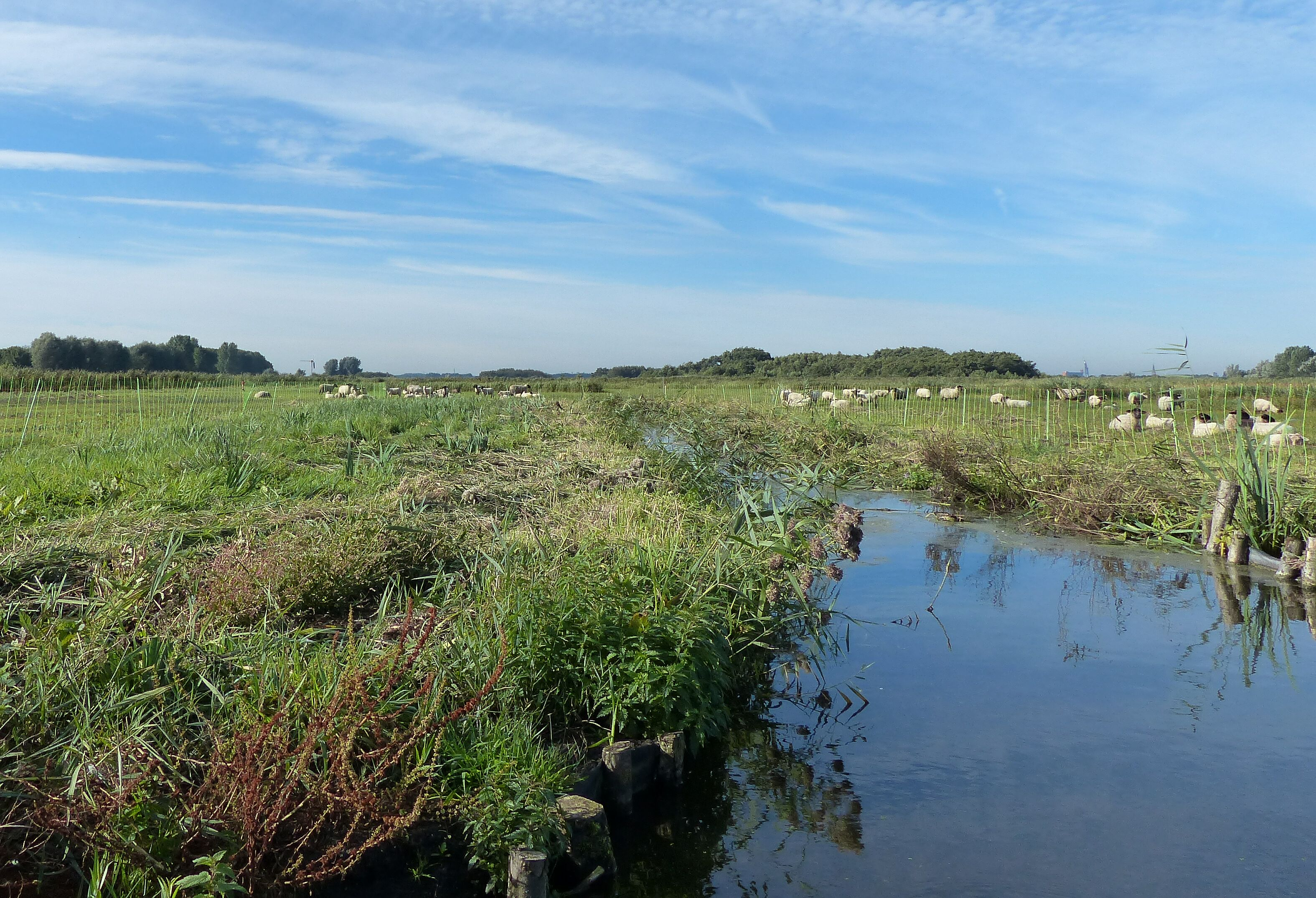
Vlaardingse Vlietlanden

Vlietland of boezemland is de benaming voor een laaggelegen strook land tussen boezemkade en boezemwater. Bij hoge waterstand kan het fungeren als ruimte voor extra waterberging.
Vlietlanden ontstonden doorgaans als gevolg van verlanding van een gedeelte van het boezemwater. Op de verlande plekken kon dan een dichte begroeiing ontstaan, met name van riet. Dit riet werd gebruikt als dakbedekking en daardoor geregeld geoogst en afgevoerd. Door het gebrek aan voedingsstoffen werd de kwaliteit van de grond steeds armer. Hierdoor evolueerden de rietlanden tot hooilanden. Dit soort hooilanden werd in de volksmond, in ieder geval in de Zuid-Hollandse streek Delfland, aangeduid als vlietlandjes.